# نیکولای یورگا

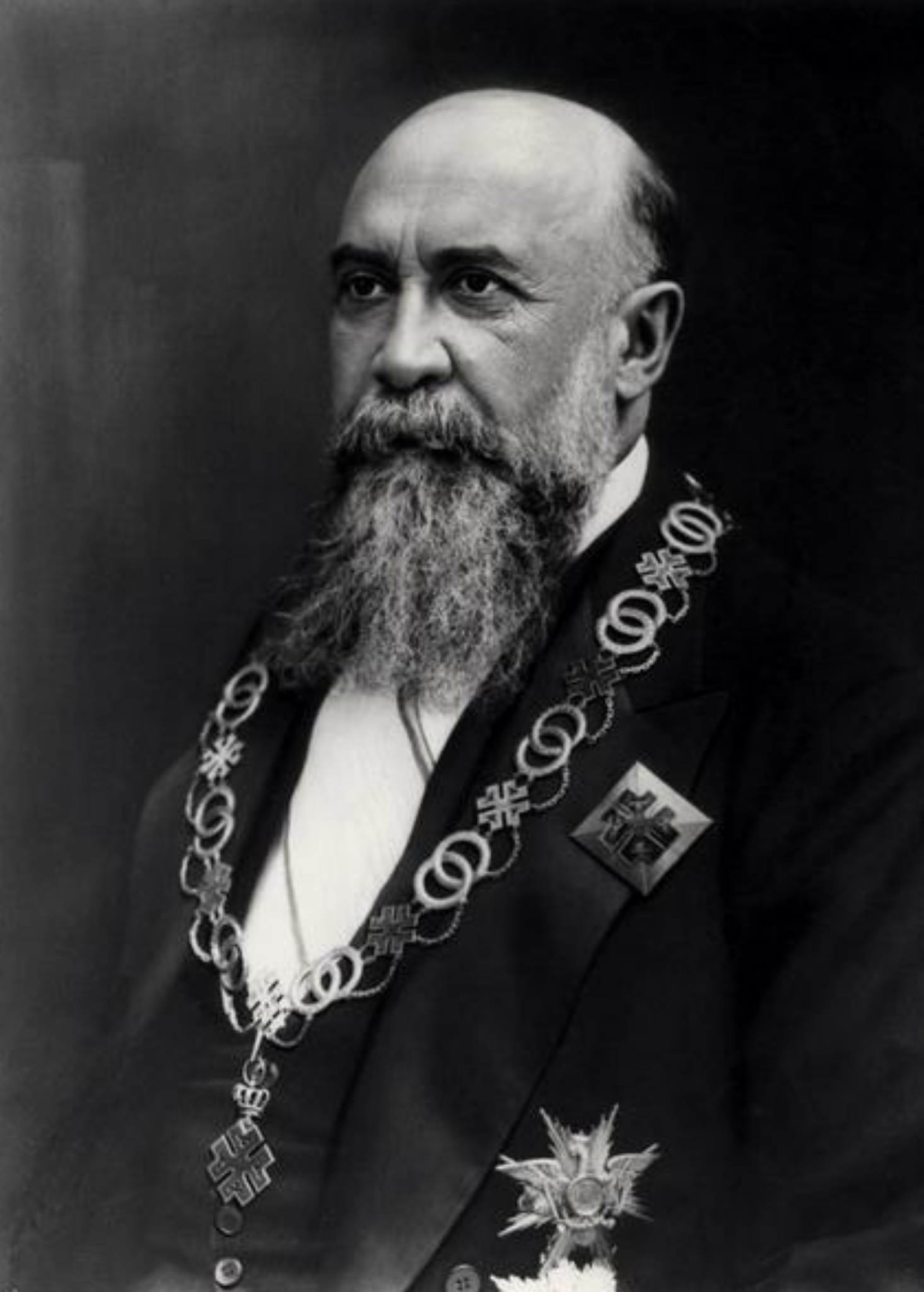

نیکولای یورگا (متولد: 17 ژانویۀ (1871)- درگذشت: 27 نوامبر (1940))، مورخ، سیاستمدار، منتقد ادبی، تذکرهنویس، شاعر و نمایشنامهنویس رومانیایی بود. وی یکی از بنیانگذاران حزب ناسیونالیست دموکرات در سال (1910) بود. او همچنین به عنوان عضو پارلمان، رئیس مجلس نمایندگان و سِنا، وزیر کابینه و به مدت کوتاهی (در خلال سالهای (1931) تا (1932)) به عنوان نخستوزیر مشغول به کار بود. یورگا، کودکی نابغه و مسلط به چندین زبان بود. او مجموعه آثار علمی بسیاری را منتشر کرد که باعث شهرت بینالمللی او به عنوان تاریخشناس قرون وسطی و دوران بیزانس، لاتینشناس، متخصص در زمینۀ هنر و فلسفۀ تاریخ شد. یورگا ضمن تدریس در دانشگاه بُخارست، دانشگاه پاریس و چندین موسسۀ دانشگاهی دیگر، اِقدام به تأسیس کنگرۀ بینالمللی مطالعات بیزانس و موسسۀ مطالعات اروپای جنوب شرقی کرد. یکی دیگر از فعالیتهای او تبدیل شهر «والنی دِمونته» در رومانی به مرکزی دانشگاهی و فرهنگی بود.
یورگا به موازات فعالیتهای علمی و آموزشی خود، یک فعال برجستۀ راستگرای میانهرو با نظریۀ سیاسی مبتنی بر محافظهکاری، ملّیگرایی رومانیایی و تقسیم مساوی اراضی در بین مردم بود. او پس از آغاز انقلاب مارکسیستی، مواضع خود را تغییر داد و به یکی از پیروان مستقل جنبش «جونیمه: انجمن ادبی رومانیایی» تبدیل شد. یورگا بعداً در سامانتاترول (یک مجلۀ ادبی تأثیرگذار با گرایشهای عوامگرایانه)، به نمادی از رهبری مردم تبدیل شد و در اتحادیه و در راستای وحدت فرهنگی همۀ رومانیاییها مبارزه کرد. به علاوه، اقدام به انتشار نشریات محافظهکاری چون کِلار، دِرام دِرِپت، نموئال رومانسیس و فلوآرئوری نمود. پشتیبانی او از آرمانهای قومی رومانیایی در اتریش-مجارستان در زمان جنگ جهانی اول باعث معرفی او به عنوان چهرهای تأثیرگذار در جبهۀ طرفدار توافق شد. در خِلال جنگ جهانی و شکلگیری رومانی بزرگ، نقش سیاسی خاص او کاملاً تثبیت شد. یورگا به عنوان بنیانگذار حمایتهای اجتماعی گسترده جهت دفاع از فرهنگ رومانیایی در مقابل تهدیدات احتمالی، با سخنرانیهای یهودستیزانۀ خود جنجال زیادی را به پا نمود. او به مدت طولانی طرفدار ایدئولوژی راستگرایانۀ افراطی اَلکساندر سیکوزا (سیاستمدار و اقتصاددان راستِ اِفراطی رومانیایی) بود. وی یکی از دشمنان لیبرالهای ملّی محسوب شده و بعدها با حزب مخالف ملّی رومانی درگیر شد.
یورگا بعدها با گارد آهنین فاشیست رادیکال (یک جنبش و حزب سیاسی انقلابی فاشیستی رومانیایی) به مخالفت برخاست و پس از تردیدهای بسیار از رقیبش، شاه کارول دوم حمایت کرد. یورگا درگیر اختلافات شخصی با رهبر گارد به نام کورنلیوزلیا کودرانو شد و غیرمستقیم در قتل او مشارکت داشت. وِی همچنین، یکی از چهرههای برجسته در حزب خودکامۀ کارول (جبهۀ رِنسانس ملّی) بود. او پس از شکلگیری هَنگ دیکتاتوری ملّی گارد به عنوان یک مخالف به کار خود ادامه داد و در نهایت توسط یکی از تکاوران گارد ترور شد.

## زندگینامه

### کودکی
نیکولای یورگا از بومیان بوتوشانی و در خانوادهای یونانی به دنیا آمد. پدر او نیک یورگا، وکیل بود. جَدِّ او که تاجری یونانی بود از 5 نسل قبل از تولد نیکولای یورگا و در قرن هیجدهم در بوتوشانی ساکن شد. مادرش به نام زولنیا یورگا، زنی از تبار ساکنین محلۀ یونانیان استانبول بود. یورگا ادعا داشت که نسل او از تبار خانوادههای اصیلی چون ماوروکورداتوس و آرگیروس است. موقعیت تَبار پیشین او از نَسبِ پدری (مثل میکلسکو و کاتارگی) و مادری (مثل بویار: عضو بزرگ‌ترین رتبه در نظام ارباب-رعیتی بلغارستان) باعث شد که او به چهرۀ سیاسی شناختهشدهای تبدیل شود. ادعای وِی مبنی بر خویشاوندی با خانوادههای اصیلی چون کانتاکوزینوس و کاریووستی از جانب پژوهشگران مورد تردید قرار گرفته است.